# Kateřina Kaira Hrachovcová
Kateřina Kaira Hrachovcová (* 10. září 1974 Praha) je česká herečka, moderátorka, komička, tatérka, numeroložka, osobní koučka, ilustrátorka a malířka.

## Životopis
Narodila se a vyrůstala v Praze.
V roce 1993 absolvovala hudebně-dramatický obor na Pražské konzervatoři. Hostovala v divadlech Jiřího Wolkera, Na starém městě a ABC.
Během studia na pražské konzervatoři přijala nabídku na stálé angažmá v plzeňském Divadle J. K. Tyla, kde účinkovala po dobu 5 let. Zde ztvárnila role například ve hrách Nebezpečné vztahy, Tanec na konci léta, S tvojí dcerou ne, Ženitba, Maryša, Othello, Pan Hamillkar a dalších. Jako hostující herečka též působila na scénách divadla v Českých Budějovicích, v divadle v Příbrami, v Praze v Divadle v Řeznické a divadle La Fabrika. Vystupuje v Praze na scénách divadla Palace, Semafor, Klub Lávka.
Do povědomí diváků se zapsala především rolí Simony v českém televizním seriálu Život na zámku. První filmovou nabídku získala do televizního filmu Městem chodí Mikuláš režiséra Karla Kachyni (1992).
Jako ilustrátorka spolupracovala na knihách Prima mazlíček autorky Kláry Kotábové, Kuchařka za všechny prachy autorky Aleny Hrachovcové a Se psem mě baví svět, do které přispěla i jako autorka jedné z povídek.
Je také vystudovanou osobní koučkou; k provozování této činnosti získala vzdělání 5letým studiem na pražské Vysoké škole psychosociálních studií. Deset let pracovala na veterinární klinice jako veterinární sestra.
Pro společnost Tonak (továrna na klobouky) vytvořila vlastní kolekci nazvanou TonakByKaira. Spoluprácuje také s nadací Unipetrol, pro kterou vytvořila dvě kolekce triček ByKaira „Buď šik a pomáhej“ (vlastní návrh k potisku), dále s nadací hokejového klubu HC Verva Litvínov – kolekce triček ByKaira (vlastní návrh potisku) a významná je také její spolupráce s nadačním fondem Be Charity.
Jako ochránkyně zvířat se zapojuje do projektů, které se touto problematikou zabývají. Charitativní pořad Prima mazlíček (jehož je tváří a patronkou), je jedním z těch, které sama organizovala nebo propagovala.

## Filmografie

### Filmy
- 1990 Takmer ružový príbeh (TV film)
- 1991 Žabí princ
- 1991 Corpus delicti
- 1992 Městem chodí Mikuláš
- 1993 Nesmrtelná teta
- 1997 S tvojí dcerou ne (divadelní záznam)
- 1998 Právo na smrt (TV film)
- 1998 Elixír lásky (TV film)
- 1999 Vraždy a něžnosti (TV film)
- 2004 Revizor (TV film)
- 2015 Lovci a oběti
- 2015 Andílek na nervy
- 2018 Den 6930 (studentský film)
- 2019 Špindl 2

### Seriály
- 1987 Strom pohádek
- 1993 Arabela se vrací aneb Rumburak králem Říše pohádek (služebná Agáta)
- 1994 Prima sezóna
- 1994 O zvířatech a lidech
- 1995, 1997, 1998 Život na zámku (Simona)
- 1999 Hříšní lidé města brněnského
- 2002 O ztracené lásce
- 2004 Náměstíčko (Bohunka Břízová)
- 2005 To nevymyslíš!
- 2005 Ulice (Iveta Nová)
- 2010 Cesty domů (Květa Kučerová)
- 2012 Helena (sestřenice Zuzana)
- 2012 Ententýky (Nikol Fajmonová)
- 2013 Gympl s (r)učením omezeným (Šárka Goldová)
- 2015, 2016 Přístav (Milenka Hrdá)
- 2017 Single Man
- 2018, 2019 Krejzovi (Flanderková)

### Dokumentární
- 2014 Spoutaná řeka pod Orlíkem

### Dabing
Filmy
- 1993 Volání svobody – Kate Hardie (Jane Woodsová)
- 1993 Maska – Alexandra Powers (Lisa)
- 1994 O Malence – Jodi Benson (Malenka Thumbelina)
- 1995 César a Rosalie [dabing ČT] – Isabelle Huppert (Marite)
- 1997 V záři reflektorů [dabing ČT] – Dayle Haddon (Corinne)
- 1997 Perry Mason: Případ umíněné dcery [dabing Nova] – Jenny Lewis (Melanie Bensonová)
- 2001 Tygr a drak [dabing VHS] – Ziyi Zhang (Jen)
- 2010 Řekl, řekla... [dabing TV Barrandov] – Ashley Gardner (Susan)
- 2010 Alfa a omega – Christina Ricci (Lilly)
- 2010 Cesta za Vánocemi [dabing TV Barrandov] – Barbara Gordon (Rheduel Pullmanová)
- 2010 Chlupatá odplata – Samantha Bee (ředitelka Bakerová)
- 2011 Máma mezi Marťany – Elisabeth Harnois (Ki)

Seriály
- 199x Colbyové – 1. – 2. série – Claire Yarlett (Bliss Colbyová)
- 1993 Navarro – Fabienne Pauly, Tyloan (prostitutka, asiatka)
- 1993 Městečko Twin Peaks – Alicia Witt (Gersten Haywardová)
- 1993 Krok za krokem – 1. série – Michele Matheson, Tiffani–Amber Thiessen, Meg Harrington (Mandy, Tina Gordonová, Arlene)
- 1994 M*A*S*H: Zamilovaný Henry – Kathrine Baumann (Nancy Sue Parkerová)
- 1995 – 2002 Tak jde čas – Alison Sweeney, Renée Jones (Samantha Jean "Sami" Brady, Lexie Carver + více rolí)
- 1995 – 6 Melrose Place – 1. série – Rae Dawn Chong (Carrie Fellowsová)
- 1997 Pohotovost – 3. série – Kirsten Dunst (Charlie Chiemingová)
- 1998 Policejní akademie – Heather Campbell (Annie Medfordová)
- 2000–07 Hvězdná brána 1.–9. série – Teryl Rothery (Dr. Janet Fraiserová)
- 2002–03 Luz María – Angie Cepeda (Luz María Camejo Mendoza y Rivero Gonsálves)
- 2011 V dobrém i zlém – 1.–4. série – Kat Foster (Steph Woodcocková)
- 2011 Znuděný k smrti – 2. série – Kate Micucci (Sherri)
- xxxx Dynastie [Nova] – 6. série Claire Yarlett (Bliss Colbyová)

## Divadlo
- 1998 Víš přece, že neslyším, když teče voda (Agentura Harlekýn)
- 1999 Věrní abonenti (Agentura Harlekýn)
- 2003 A do pyžam! (Divadlo Palace) 3
- 2005 Velká zebra aneb Jak se to jmenujete? (Divadlo Palace)
- 2007 Rozmarný duch (Divadelní společnost Háta)
- 2008 Nejšťastnější ze tří (Divadlo Palace)
- 2009 Narozeniny (Divadlo V Řeznické)
- 2009 Divadelní komedie (Divadlo Palace)
- 2011 Básník a kočka (Divadelní společnost Háta)
- 2011 Zapovězená komnata (ANPU)
- 2013 Vztahy na úrovni (Divadelní společnost Háta)
- 2014 S nebo bez (Divadlo Palace)
- 2017 Gedeonův uzel (Spoluhra)
- 2017 Ženitba (Divadlo A. Dvořáka Příbram)
- 2018 Můžem i s mužem (VIP Art Company)
- 2024 Pokračování příště (Fénix Film)

## Televize

### Moderování
- 1998 Věšák s Alešem Ulmem
- 1998, 1999, 2000 Snídaně s Novou
- 2000 Prásk

### Host pořadu
- 2004 Kinobazar
- 2008 Mr. GS
- 2008 Limuzína
- 2008 Limuzína
- 2009 Talkshow Jana Saudka
- 2009 90 minut
- 2010 Všechnopárty
- 2010 Show Jana Krause
- 2010 Mazec
- 2011 Bubo bubo
- 2012 Česká 30
- 2013 Silvestr 2013
- 2013 Máme rádi Česko
- 2016 Galakoncert Kapky naděje
- 2017 Všechnopárty
- 2020 7 pádů Honzy Dědka

## Art by KAIRA

### Ilustrace knih
- 2003 Kuchařka za všechny prachy (Alena Hrachovcová)
- 2017 Se psem mě baví svět (kolektiv autorů)
- 2019 Prima mazlíček (Klára Kotábová)

### Samostatné výstavy obrazů a kreseb
- 2020 Zámek Žirovnice (1. června – 31. října)[4]